# Rudolf Serkin
Rudolf Serkin (ur. 28 marca 1903 w Chebie, zm. 8 maja 1991 w Guilford w stanie Vermont) – amerykański pianista i pedagog.

## Życiorys
Urodził się w ówczesnych Austro-Węgrzech w pochodzącej z Rosji rodzinie żydowskiej. W wieku 9 lat rozpoczął naukę gry na fortepianie w Wiedniu u Richarda Roberta i Josepha Marxa, a później także u Arnolda Schönberga. Po raz pierwszy wystąpił publicznie w wieku 15 lat, grając z Wiener Philharmoniker pod batutą Oskara Nedbala. W latach 1918–1920 działał w propagującym muzykę współczesną Verein für musikalische Privataufführungen. W 1920 roku rozpoczął karierę jako solista i kameralista. W tym samym roku przeprowadził się do Berlina na zaproszenie Adolfa Buscha, którego córkę Irene poślubił w 1935 roku. Po dojściu do władzy w Niemczech nazistów w 1933 roku otrzymał zakaz publicznych występów, w związku z czym wyjechał do Bazylei.
W 1933 roku debiutował w Stanach Zjednoczonych, występując razem z Adolfem Buschem na Coolidge Festival w Waszyngtonie. W 1936 roku wystąpił jako solista z New York Philharmonic pod batutą Arturo Toscaniniego. W 1939 roku otrzymał amerykańskie obywatelstwo. Od 1939 roku wykładał w Curtis Institute of Music w Filadelfii, w latach 1968–1976 był dyrektorem tej placówki. Od 1950 roku występował na zainicjowanym przez Adolfa Buscha Marlboro Festival w Marlboro w stanie Vermont, od 1952 do 1991 roku był jego kierownikiem artystycznym. Ostatni publiczny występ dał w 1987 roku.
Odznaczony Prezydenckim Medalem Wolności (1963) oraz National Medal of Arts (1988). Laureat Kennedy Center Honors (1981). W 1981 roku został odznaczony niemieckim orderem Pour le Mérite. W 1984 roku otrzymał nagrodę Grammy za dokonane wspólnie ze Mstisławem Rostropowiczem nagranie sonat wiolonczelowych Brahmsa.
Ceniony był jako wykonawca utworów fortepianowych W.A. Mozarta, Beethovena, Schuberta i Brahmsa, a także dzieł kompozytorów XX-wiecznych. Dokonał licznych nagrań płytowych dla wytwórni Columbia, HMV, EMI, Sony, Deutsche Grammophon i Telarc.